# 1749
Перша наукова революція •  Глухівський період в історії Гетьманщини •  Російська імперія

## Геополітична ситуація
Османську імперію очолює Махмуд I (до 1754). Під владою османського султана перебувають Близький Схід та Єгипет, Середземноморське узбережжя Північної Африки, частина Закавказзя, значні території в Європі: Греція, Болгарія і Сербія. Васалами османів є Волощина та Молдова.
Священна Римська імперія охоплює, крім німецьких земель, Угорщину з Хорватією, Трансильванію, Богемію, Північну Італію, Австрійські Нідерланди. Її імператор — Франца I (до 1765). Марія-Терезія має титул королеви Угорщини. Королем Пруссії є Фрідріх II (до 1786).
На передові позиції в Європі вийшла Франція, якою править Людовик XV (до 1774). Франція має колонії в Північній Америці та Індії. В Іспанії королює Фернандо VI (до 1759). Королівству Іспанія належать південь Італії, Нова Іспанія, Нова Гранада та Віцекоролівство Перу в Америці, Філіппіни. Королем Португалії є Жуан V (до 1750). Португалія має володіння в Бразилії, в Африці, в Індії, в Індійському океані й Індонезії.
Північ Нідерландів займає Республіка Об'єднаних провінцій. Вона має колонії в Північній Америці, Індонезії, на Формозі та на Цейлоні. Великою Британією править Георг II (до 1760). Британія має колонії в Північній Америці, на Карибах та в Індії. Король Данії та Норвегії — Фредерік V (до 1766), на шведському троні сидить Фредерік I (до 1751). На Апеннінському півострові незалежні Венеціанська республіка та Папська область. У Речі Посполитій королює Август III Фрідріх (до 1763). На троні Російської імперії сидить Єлизавета Петрівна (до 1761).
Україну розділено по Дніпру між Річчю Посполитою та Російською імперією. Управління Лівобережною Україною здійснює Правління гетьманського уряду. Нова Січ є пристановищем козаків. Існує Кримське ханство, якому підвладна Ногайська орда.
В Ірані при владі династія Афшаридів.
Значними державами Індостану є Імперія Великих Моголів, Імперія Маратха. В Китаї править Династія Цін. У Японії триває період Едо.

## Події

### В Україні
- У Львові закладено фундамент костелу Божого тіла.
- 9 липня — вийшов одноденний листок польською мовою «Kuryer Lwowski».

### У світі
- У Новій Шотландії британці заснували форт Галіфакс для захисту від французів та індіанців.
- 30 грудня Солейман II скинув з трону Ірану Шахроха, Сефевіди повернулися до влади, проте ненадовго.
- У Фінляндії проведено перепис населення.
- У Швеції почалася земельна реформа.

### Наука та культура
- Побачив світ роман Генрі Філдінга «Історія Тома Джонса, найди».
- 12 вересня відбувся перший задокументований бейсбольний матч.
- Жорж-Луї Леклерк почав публікацію «Природничої історії».
- Леонард Ейлер дав перший доказ теореми Ферма про суму двох квадратів.
- Медаль Коплі отримав винахідник морського хронометра Джон Гаррісон.

## Народились
див. також Категорія:Народились 1749
- 23 березня — П'єр Симон Лаплас, видатний французький астроном, фізик, математик
- 17 травня — Едвард Дженнер, англійський лікар
- 6 червня — Дерибас Осип Михайлович (Хосе де Рибас), російський адмірал іспанського походження; керував забудовою Одеси
- 28 серпня — Йоган Вольфганг Гете, німецький поет, основоположник німецької літератури Нового часу
- 31 серпня — Радіщев Олександр Миколайович, російський письменник

## Померли
див. також Категорія:Померли 1749